# Lengyelország az 1980. évi téli olimpiai játékokon
Lengyelország az egyesült államokbeli Lake Placidben megrendezett 1980. évi téli olimpiai játékok egyik részt vevő nemzete volt. Az országot az olimpián 5 sportágban 30 sportoló képviselte, akik érmet nem szereztek.

## Északi összetett
| Versenyző             | Síugrás | Síugrás | Sífutás | Sífutás | Sífutás | Összesítés | Összesítés |
| Versenyző             | Pont    | Hely.   | Idő     | Pont    | Hely.   | Pont       | Helyezés   |
| --------------------- | ------- | ------- | ------- | ------- | ------- | ---------- | ---------- |
| Kazimierz Długopolski | 171,1   | 25.     | 50:39,2 | 193,795 | 21.     | 364,895    | 24.        |
| Stanisław Kawulok     | 169,1   | 28.     | 50:30,9 | 195,040 | 20.     | 364,140    | 26.        |
| Jan Legierski         | 183,3   | 19.     | 48:00,3 | 217,630 | 2.      | 400,930    | 10.        |
| Józef Pawlusiak       | 203,6   | 10.     | 52:04,5 | 181,000 | 24.     | 384,600    | 17.        |

## Gyorskorcsolya
Férfi
| Versenyző  | Versenyszám | Eredmény | Helyezés |
| ---------- | ----------- | -------- | -------- |
| Jan Józwik | 500 m       | 39,01    | 9.       |
| Jan Józwik | 1000 m      | 1:18,83  | 13.      |

Női
| Versenyző         | Versenyszám | Eredmény | Helyezés |
| ----------------- | ----------- | -------- | -------- |
| Erwina Ryś-Ferens | 500 m       | 43,52    | 11.      |
| Erwina Ryś-Ferens | 1000 m      | 1:28,82  | 16.      |
| Erwina Ryś-Ferens | 1500 m      | 2:16,29  | 17.      |
| Erwina Ryś-Ferens | 3000 m      | 4:37,89  | 5.       |

## Jégkorong
| Lengyel férfi jégkorongcsapat-játékoskeret                                                                                    | Lengyel férfi jégkorongcsapat-játékoskeret                                                                               | Lengyel férfi jégkorongcsapat-játékoskeret                                                            |
| --- | --- | --- |
| - Stefan Chowaniec - Bogdan Dziubiński - Henryk Gruth - Leszek Jachna - Andrzej Jańczy - Henryk Janiszewski - Wiesław Jobczyk | - Stanisław Klocek - Leszek Kokoszka - Paweł Łukaszka - Andrzej Małysiak - Marek Marcińczak - Tadeusz Obłój - Jerzy Potz | - Henryk Pytel - Dariusz Sikora - Ludwik Synowiec - Andrzej Ujwary - Henryk Wojtynek - Andrzej Zabawa |

### Eredmények
Vörös csoport
| Csapat        | M | Gy | D | V | G+ | G– | Gk  | P  |
| ------------- | - | -- | - | - | -- | -- | --- | -- |
| Szovjetunió   | 5 | 5  | 0 | 0 | 51 | 11 | +40 | 10 |
| Finnország    | 5 | 3  | 0 | 2 | 26 | 18 | +8  | 6  |
| Kanada        | 5 | 3  | 0 | 2 | 28 | 12 | +16 | 6  |
| Lengyelország | 5 | 2  | 0 | 3 | 15 | 23 | –8  | 4  |
| Hollandia     | 5 | 1  | 1 | 3 | 16 | 43 | –27 | 3  |
| Japán         | 5 | 0  | 1 | 4 | 7  | 36 | –29 | 1  |

- Finnország és Kanada között az egymás elleni eredmény (4–3) döntött.

| 1980. február 12. | Finnország (FIN) | 4 – 5 (0–1, 3–4, 1–0) | Lengyelország | Lake Placid |

|  |  |  |  |  |
|  |  |  |  |  |
|  |  |  |  |  |
|  |  |  |  |  |

| 1980. február 14. | Kanada (CAN) | 5 – 1 (1–0, 2–1, 2–0) | Lengyelország | Lake Placid |

|  |  |  |  |  |
|  |  |  |  |  |
|  |  |  |  |  |
|  |  |  |  |  |

| 1980. február 16. | Szovjetunió (URS) | 8 – 1 (5–1, 1–0, 2–0) | Lengyelország | Lake Placid |

|  |  |  |  |  |
|  |  |  |  |  |
|  |  |  |  |  |
|  |  |  |  |  |

| 1980. február 18. | Lengyelország (POL) | 3 – 5 (1–3, 1–2, 1–0) | Hollandia | Lake Placid |

|  |  |  |  |  |
|  |  |  |  |  |
|  |  |  |  |  |
|  |  |  |  |  |

| 1980. február 20. | Lengyelország (POL) | 5 – 1 (3–0, 1–0, 1–1) | Japán | Lake Placid |

|  |  |  |  |  |
|  |  |  |  |  |
|  |  |  |  |  |
|  |  |  |  |  |

| Csapat        | Helyezés |
| ------------- | -------- |
| Lengyelország | 7.       |

## Sífutás
Férfi
| Versenyző      | Versenyszám | Eredmény   | Helyezés |
| -------------- | ----------- | ---------- | -------- |
| Józef Łuszczek | 15 km       | 42:59,03   | 6.       |
| Józef Łuszczek | 30 km       | 1:29:03,64 | 5.       |
| Józef Łuszczek | 50 km       | 2:36:38,05 | 17.      |

## Síugrás
| Versenyző           | Versenyszám | 1. ugrás | 1. ugrás | 2. ugrás | 2. ugrás | Összesítés | Összesítés |
| Versenyző           | Versenyszám | Pont     | Hely.    | Pont     | Hely.    | Pont       | Helyezés   |
| ------------------- | ----------- | -------- | -------- | -------- | -------- | ---------- | ---------- |
| Stanisław Bobak     | Normálsánc  | 124,8    | 4.       | 117,4    | 14.      | 242,2      | 10.        |
| Stanisław Bobak     | Nagysánc    | 112,3    | 19.      | 102,0    | 26.      | 214,3      | 22.        |
| Piotr Fijas         | Normálsánc  | 109,4    | 26.      | 34,6     | 48.      | 144,0      | 47.        |
| Piotr Fijas         | Nagysánc    | 118,0    | 13.      | 108,1    | 17.      | 226,1      | 14.        |
| Stanisław Pawlusiak | Normálsánc  | 94,9     | 36.      | 88,2     | 44.      | 183,1      | 40.        |
| Stanisław Pawlusiak | Nagysánc    | 92,5     | 41.*     | 86,6     | 42.      | 179,1      | 43.        |

* - egy másik versenyzővel azonos eredményt ért el